# Mitsudomoe
Mitsudomoe (jap. みつどもえ) ist eine Gag-Manga-Reihe, die von Norio Sakurai geschrieben und gezeichnet wurde. Erstmals veröffentlicht wurde die noch immer fortgesetzte Reihe 2006 in dem Magazin Shūkan Shōnen Champion und seit 2012 in der Bessatsu Shōnen Champion. In den Jahren 2010 und 2011 wurde der Manga unter das Studio Bridge als Anime-Fernsehserie adaptiert.

## Handlung
Eingeleitet wird die Handlung durch die Vorstellung des neuen Lehrers Satoshi Yabe (矢部 智, Yabe Satoshi). Noch vollkommen unerfahren versucht er, die Kinder seiner Klasse unter Kontrolle zu bringen, was ihm jedoch nicht so recht gelingen vermag. Insbesondere die Drillinge Mitsuba Marui (丸井 みつば, Marui Mitsuba), Futaba Marui (丸井 ふたば, Marui Futaba) und Hitoha Marui (丸井 ひとは, Marui Hitoha) werden für ihn zu einer großen Herausforderung. Schließlich sind die Mädchen alles andere als artige Grundschülerinnen, sondern durchgehend von perversen Gedanken getrieben. Jedoch besitzen sie jeweils eine stark unterschiedliche Persönlichkeit. Die älteste, Mitsuba ist im Vergleich zu ihren Schwestern durchschnittlich intelligent und kräftig, und wird als „etwas frühreifes sadistisches Mädchen“ (「ちょっとおませなサドガール」, chotto omase na sado gāru) beschrieben. Futaba als „etwas lüsternes Muskel-Mädchen“ (「ちょっとスケベマッスルガール」, chotto sukebe massuru gāru) mangelt es im Vergleich an Intelligenz und ist durchgehend ratlos, wie sie mit bestimmten Situationen umgehen soll, was dann häufig in Anwendung reiner Gewalt endet. Darüber hinaus wird sie als übermäßig an großen Brüsten interessiert dargestellt. Am anderen Ende des Spektrums befindet sich die jüngste Schwester, die belesene, zurückhaltende und intelligente Hitoha, die als „etwas mysteriöses, düsteres Mädchen“ (「ちょっと不思議な暗ガール」, chotto fushigi na an gāru) beschrieben wird. Aber auch sie ist von perversen Gedanken getrieben und verbringt die meiste Zeit damit, unanständige Geschichten zu lesen, und nutzt geschickt die sich ihr als Minderjährige bietenden Möglichkeiten aus, um beispielsweise ihren Lehrer zu erpressen. In der Klasse kümmert sie sich aufrichtig um einen Hamster, der von ihnen Chikubi (チクビ, dt. „Nippel“ bzw. „Brustwarze“) benannt wurde, da sich sein Schwanzende danach anfühle. Der Vater der Drillinge wird unterdessen aufgrund seiner großen, dicken Statur und seiner ungepflegten Erscheinung von allen Außenstehenden für einen kriminellen Lolicon gehalten. So wird er als Running Gag stets von der Polizei abgeführt, obwohl es seine eigenen Kinder sind. Während Futaba ihren Vater liebt, nimmt Hitoha eine eher neutrale Position ein. Mitsuba lässt sich aber keine Gelegenheit entgehen, um ihn bloßzustellen.
Während sich Satoshi versucht, sich seiner Klasse zu erwehren, bahnt sich unterdessen eine Liebesbeziehung zwischen ihm und seiner Brille tragenden Arbeitskollegin Aiko Kuriyama (栗山 愛子, Kuriyama Aiko) an. Jedoch geraten beide immer wieder in Missverständnisse, die durch die drei Schülerinnen ausgelöst werden. So hält Aiko Satoshi immer wieder für pervers, obwohl er daran gar keine Schuld trägt. Dass sie dabei immer wieder ihre Brille verliert, verschlimmert die Situation zumeist.

## Entstehung und Veröffentlichungen
Die Manga-Reihe Mitsudomoe wird von der japanischen Autorin Norio Sakurai geschrieben und gezeichnet. Das erste Kapitel wurde in der Ausgabe 15/2006 (9. März 2006) des wöchentlich erscheinenden Magazins Shūkan Shōnen Champion, welches von Akita Shoten herausgegeben wird, veröffentlicht. Vom Frühjahr 2011 bis Juli 2012 pausierte der Manga und wechselte dann in das monatlich erscheinende Schwestermagazin Bessatsu Shōnen Champion ab Ausgabe 10/2012 (12. September 2012).
Von der noch immer fortgesetzten Reihe erschienen bisher (Stand: Juni 2016) folgende Zusammenfassungen als Tankōbon:
- Bd. 01: ISBN 978-4-253-21241-0, 9. Januar 2007
- Bd. 02: ISBN 978-4-253-21242-7, 8. Juni 2007
- Bd. 03: ISBN 978-4-253-21243-4, 5. Oktober 2007
- Bd. 04: ISBN 978-4-253-21244-1, 7. März 2008
- Bd. 05: ISBN 978-4-253-21245-8, 8. September 2008
- Bd. 06: ISBN 978-4-253-21246-5, 8. Dezember 2008
- Bd. 07: ISBN 978-4-253-21247-2, 8. Mai 2009
- Bd. 08: ISBN 978-4-253-21248-9, 8. Dezember 2009
- Bd. 09: ISBN 978-4-253-21249-6, 8. Juni 2010
- Bd. 10: ISBN 978-4-253-21250-2, 8. September 2010
- Bd. 11: ISBN 978-4-253-21276-2, 8. Februar 2011
- Bd. 12: ISBN 978-4-253-21277-9, 8. September 2012
- Bd. 13: ISBN 978-4-253-21278-6, 8. August 2013
- Bd. 14: ISBN 978-4-253-21279-3, 8. Mai 2014
- Bd. 15: ISBN 978-4-253-21280-9, 6. März 2015
- Bd. 16: ISBN 978-4-2532-1631-9, 6. November 2015
- Bd. 17: ISBN 978-4-2532-1632-6, 8. Juni 2016

Außerhalb Japans wurde der Manga von Doki-Doki für eine französische und von Tong Li Publishing für eine chinesische (Taiwan) Übersetzung lizenziert.
In der Champion Tap! erscheint seit Vol. 4 vom 31. Juli 2014 das Spinoff Hobo Shūkan Mitsudomoe (ほぼ週刊みつどもえ).

## Anime
Auf Grundlage des Mangas produzierte das Animationsstudio Bridge die gleichnamige Anime-Fernsehserie Mitsudomoe. Regie führte Masahiko Ōta. Die erste Folge der Serie wurde in der Nacht am 3. Juli 2010 (und damit am vorherigen Fernsehtag) auf dem japanischen Sender CBC ausgestrahlt, sowie am darauffolgenden Tag auf MBS und weitere Tage später ebenfalls die Sender Tokyo MX, sowie landesweit AT-X und BS11 Digital. Die Erstausstrahlung der ersten Staffel endete mit 13 gezeigten Folgen am 26. September 2010 auf MBS.
Vom 9. Januar bis 27. Februar 2011 lief nachts die zweite Staffel Mitsudomoe Zōryōchū! (みつどもえ 増量中!) mit 8 Folgen. Binnen einer Woche folgten Tokyo MX, AT-X, das Videoportal Nico Nico Douga und BS11. Der Stab blieb zur ersten Staffel unverändert.

### Synchronisation
| Rolle         | Japanischer Sprecher (Seiyū) |
| ------------- | ---------------------------- |
| Mitsuba Marui | Ayahi Takagaki               |
| Futaba Marui  | Satomi Akesaka               |
| Hitoha Marui  | Haruka Tomatsu               |
| Satoshi Yabe  | Hiro Shimono                 |
| Aiko Kuriyama | Momoko Saitō                 |
| Miku Sugisaki | Chiwa Saitō                  |

### Musik
Die Hintergrundmusik der Serie stammt von Yasuhiro Misawa.
Für die erste Staffel wurde im Vorspann der Titel Mittsu Kazoete Daishūgō! (みっつ数えて大集合!, dt. „die drei Stück zählende Großversammlung“) verwendet, der von den Seiyū Ayahi Takagaki, Satomi Akesaka und Haruka Tomatsu, den Stimmen der drei Schwestern, interpretiert wurde. Der Text stammt von Aki Hata, die Musik von Ken’ichi Maeyamada. Der Abspann war mit dem Titel Yume-iro no Koi (夢色の恋, dt. „traumfarbene Liebe“) unterlegt, der von Saori Atsumi komponiert, getextet und gesungen wurde. Für die neunte Folge wurde jedoch im Abspann An der schönen blauen Donau von Johann Strauss benutzt. Innerhalb von Folge 7 war ebenfalls Honki Sentai Gachi Ranger (本気戦隊ガチレンジャー, „ernstes Geschwader Gachi Ranger“) getextet, komponiert und gesungen von Masaaki Endō zu hören, in Folge 8 ABC yori DEF ssu!! (ABCよりDEFっス!!, „Nicht ABC, sondern DEF!!“) von Futaba Marui und in Folge 13 Sensei wa Kodomo? Kodomo wa Sensei? (先生はこども? 子供はせんせい?, „Der Lehrer ist ein Kind? Das Kind ist der Lehrer?“) von Satoshi Yabe und Futaba Marui. Beide Stücke wurden von Ken’ichi Maeyamada getextet und komponiert.
In der zweiten Staffel wurde im Vorspann Waga Na wa Shōgakusei (わが名は小学生, „Mein Name ist Grundschüler“), gesungen von Mitsuba, Futaba und Hitoha Marui und getextet und komponiert von Ken’ichi Maeyamada, verwendet und im Abspann Randseling (ランドセリング☆) von nomico. Die erste Folge verwendete zusätzlich noch Honki Sentai Gachi Ranger im Vorspann und Mata Ashita (またあした, „Bis Morgen“) ebenfalls von Masaaki Endō im Abspann. Folge 4 verwendete eine Fassung von Näher, mein Gott, zu dir namens Nearer My God to Thee – Mitsuko edition und Folge 7 die Farandole aus Georges Bizets L’Arlésienne.